# Xavier Canalis Nieto
Xavier Canalis Nieto   (Vilanova i la Geltrú, 8 de desembre de 1970) és un periodista català.
Nascut a Vilanova i la Geltrú, va estudiar periodisme i publicitat a la facultat de ciències de la comunicació a la Universitat Autònoma de Barcelona.
Periodista que ha treballat per diferents diaris i mitjans. Des del 2009 és periodista d'Hosteltur, mitjà de comunicació especialitzat per a professionals del turisme a Espanya, on escriu principalment sobre economia i actualitat turística. Anteriorment va treballar al setmanari turístic Editur i a mitjans locals com el Diari de Barcelona, el setmanari L'Hora del Garraf, el Diari de Vilanova i col·laborador de l'Eix Diari.
Xavier Canalís Nieto va exercir com a corresponsal d'El País a la comarca del Garraf durant el període 1997-2000.
Ha publicat diversos articles d'investigació i llibres com Crònica econòmica del canvi de segle a Vilanova i la Geltrú, premiat amb el premi Eugeni Molero de periodisme i investigació en la seva IIIa edició a l'any 2007, i Turisme i turistes: de l'hospitalitat a l'hostilitat.

## Obres
- Publicació Butlletí Comité Defensa Local. Vilanova i la Geltrú. Vol. II: del núm. 163 (1 de gener de 1937) al núm. 259 (7 d'abril de 1937). Autors: Cèsar Rodríguez Solà i Xavier Canalís Nieto. Vilanova i la Geltrú, 1999[6]
- Crònica de la Guerra Civil a Vilanova i la Geltrú. [Vilanova i la Geltrú] : L'Hora del Garraf, DL 2000[7]
- Crònica econòmica del canvi de segle a Vilanova i la Geltrú.[8] Article a: Del Penedès Vilafranca del Penedès : Institut d'Estudis Penedesencs, 2002 – Núm. 16 (tardor 2007), p. 17-36[7]
- Turisme i turistes : de l'hospitalitat a l'hostilitat. Barcelona : Publicacions de l'Abadia de Montserrat, 2019[7]

## Premis
- 2007: Premi Eugeni Molero de periodisme i investigació. IIIa edició per Crònica econòmica del canvi de segle a Vilanova i la Geltrú[4]